# Epo
 "EPO" omdirigeres hertil. For andre betydninger af EPO, se EPO (flertydig).
Erythropoietin, forkortet til EPO, også kendt som hematopoietin eller hemopoietin, bliver benævnt både som cytokin og hormon. EPO kaldes også for en vækstfaktor for de røde blodlegemer og produceres i voksne i nyrene for at stimulere knoglemarven til produktion af røde blodlegemer, der er nødvendige til transport af ilt til musklerne. Har man få røde blodlegemer, modtager musklerne en reduceret absolut iltmængde, og man får nedsat arbejdskapacitet. Træthed og udmattelse vil derfor opstå på et tidligere tidspunkt, end hvis man har en normal mængde røde blodlegemer. Personer med overvægt af røde blodlegemer vil tilsvarende kunne transportere mere ilt til musklerne, hvorved disse personer – alt andet lige – vil have en større arbejdskapacitet.
For at kunne behandle patienter med for lav mængde røde blodlegemer, har man udviklet kunstig EPO, der kan øge kroppens egen produktion af røde blodlegemer og dermed sikre den nødvendige ilt til at musklerne kan fungere korrekt.

## Biokemi
EPO er et glykoprotein med en molekylvægt på 34.000 Dalton og kaldes også et cytokin (et protein, der signalerer) og tilhører en familie af cytokiner, der også omfatter somatropin, prolaktin, interleukinerne 2–7 såvel som de såkaldte „Colony Stimulating Factors“ G-CSF, M-CSF og GM-CSF.
EPO produceres i den voksne organismes nyrer (se billedet) og aktiverer forstadier til erythrocyter (røde blodlegemer) i benmarven. I de tidligste livsstadier dannes EPO dog hovedsageligt i leveren.
EPO binder i erythrocyternes forstadie til EPO-receptoren på celleoverfladen, EPOR, en cytokinreceptor, en receptor i cytokin-familien (se billedet). EPOR er også et glykoprotein, et protein med en enkelt kulhydratdel med en samlet molekylvægt på 56.000-57.000 Dalton. Bindingen af EPO til EPOR starter en proces, der kaldes signaltransduktion, hvorved en kaskade af reaktioner sker mellem molekylerne JAK2, STAT5 og GATA1, samt kaskader med andre signalveje. GATA1 er en transkriptionsfaktor, der i cellekernen styrer aktiviteten af gener, der medfører produktion af cytoskelet, hæmoglobin og andre molekyler, der har betydning for udviklingen og modningen af erythrocyterne og tilsammen medfører det differentiering, overlevelse og proliferation.

## Misbrug af EPO
Misbrug af EPO har været (og er måske stadig) meget udbredt inden for udholdenhedssport, f.eks. inden for cykling, hvor holdet Festina kastede lange skygger over Tour de France i 1998.
Ved at tage EPO øges mængden af røde blodlegemer og dermed iltoptagelsen med op til 10 %. En sportsudøver på EPO kan derfor yde en større præstation uden at blive træt, i forhold til en udøver, der ikke bruger EPO. En bivirkning ved misbrug af EPO er, ud over det usportslige aspekt, at blodet bliver tykkere, og man derfor har øget risiko for at få blodpropper.
Den danske cykelrytter Bjarne Riis, der vandt Tour de France i 1996, indrømmede i 2007, at han havde taget EPO i perioden 1993-98 og dermed også på det tidspunkt hvor han vandt cykelløbet. Udover Bjarne Riis, indrømmede bl.a. også Riis' tyske tidligere teamkammerat, Erik Zabel, snyd ved EPO-misbrug.

### Kontrol af misbrug
Ved at måle den såkaldte hæmatokritværdi hos sportsudøvere, kan man få en indikation på, om atleten har brugt EPO. Hæmatokritværdien fortæller, hvor stor en del af blodet, der består af røde blodlegemer. Hos mænd er tallet omkring 40 (40 % røde blodlegemer).
Fra det Internationale Cykelforbund UCI i samarbejde med WADA, har man sat den tilladte grænse for hæmatokritværdi ved 50.
Det kunstige EPO produceres fra planter og dyr og ligner næsten præcis det menneskelige EPO men der er dog en væsentlig forskel: Det kunstige EPO mangler et sukkermolekyle og skiller sig derved ud fra naturligt EPO. Ved at undersøge EPO'en for dette sukkermolekyle finder dopingkontrollen ud af om det er naturligt EPO. Dog skal der tages forbehold for en meget lille gruppe mennesker hvis EPO ikke indeholder det specielle sukkermolekyle, men når først det er slået fast at den testede ikke tilhører denne gruppe er metoden 100 % sikker.[kilde mangler]

## Tidligere brugere af EPO inden for sporten
- Bjarne Riis
- Bo Hamburger
- Brian Holm
- Jesper Skibby
- Erik Zabel
- Michael Rasmussen
- Rolf Sørensen
- Lance Armstrong
- Tyler Hamilton